# Herb Bratysławy

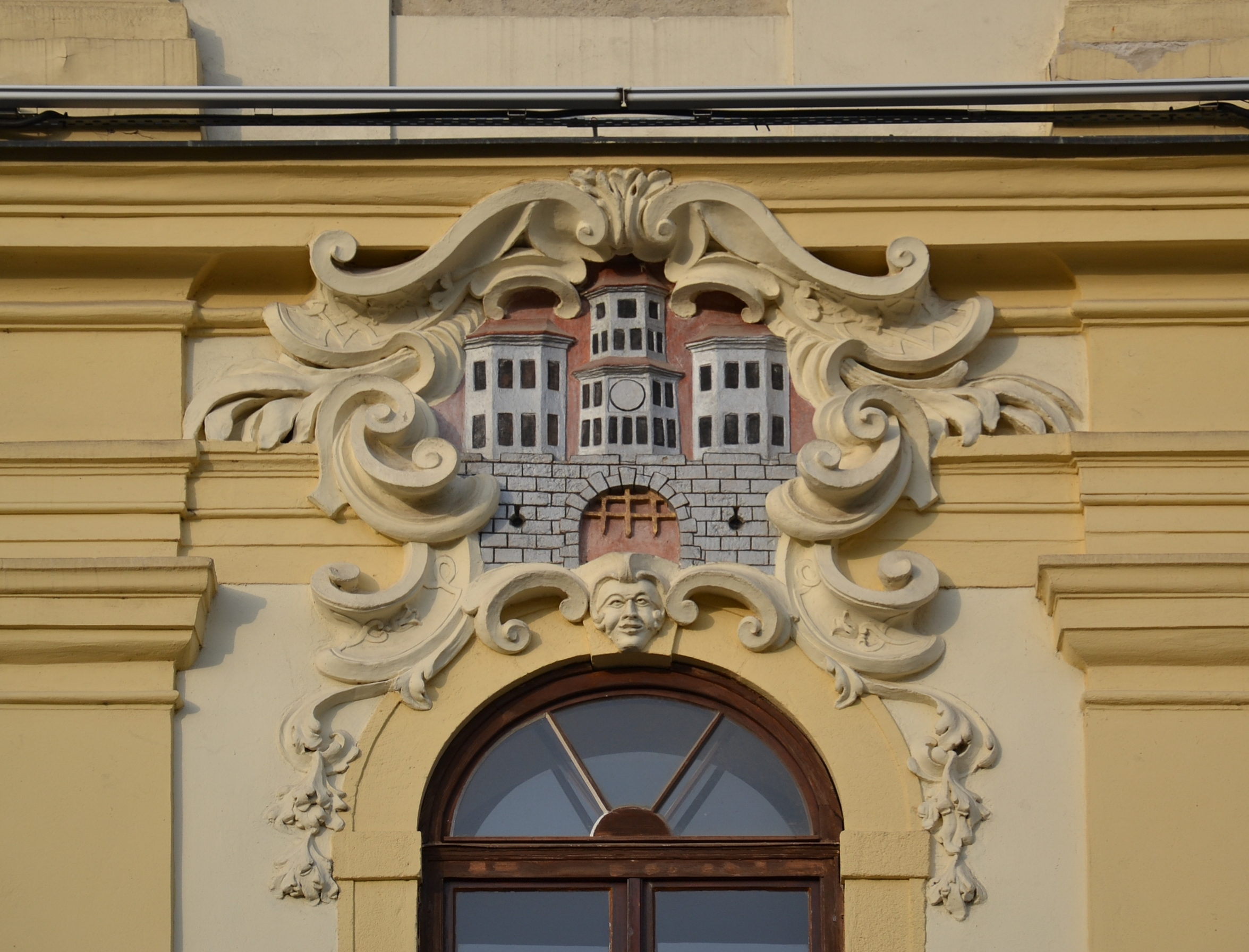
Herb na Starym ratuszu

Herb Bratysławy – jeden z symboli miejskich Bratysławy. Przedstawia na tarczy w polu czerwonym srebrny blankowany mur miejski z bramą, w której opuszczona jest do połowy złota brona. Za murem znajdują się trzy srebrne wieże z otwartymi oknami i nakryte czerwonymi dachami ze złotymi kulami na narożnikach.
Herb znany z pieczęci z początku XIV wieku oficjalnie nadał miastu król Zygmunt Luksemburski dokumentami herbowymi z 8 i 9 czerwca 1436 roku. Herb symbolizuje Zamek Bratysławski (Bratislavský hrad) oraz bramy miejskie, strzegące w przeszłości słowacką stolicę.
W okresie Czechosłowacji herb różnił się nieco od współczesnego - brama posiadała drzwi, prowadziła do niej droga, a pod murem znajdowała się trawa. Inny był również kształt wieżyczek i kolor ich zwieńczenia (błękitny zamiast czerwonego).